# سیارک ۱۰۲۴۶
سیارک ۱۰۲۴۶ (به انگلیسی: 10246 Frankenwald، نامگذاری:6381P-L) ده هزار و دویست و چهل و ششمین سیارک کشف شده‌است که در ۲۴ سپتامبر ۱۹۶۰ کشف شد.